# Zagora (miasto Trebinje)
Zagora (cyr. Загора) – wieś w Bośni i Hercegowinie, w Republice Serbskiej, w mieście Trebinje. W 2013 roku liczyła 8 mieszkańców.